# Filmow
Filmow é uma rede social brasileira colaborativa com foco em filmes e séries e tem como principal objetivo que o usuário catalogue os filmes a que assistiu e converse sobre cinema. Além disso, o site também tem as funções básicas de uma rede social onde é possível conhecer novas pessoas e fazer novos amigos. Foi fundado por Alison Patrício e Thaís de Lima, e seu lançamento foi no dia 1 de abril de 2009.

## Funcionamento
Em 2008, Taís de Lima conheceu o Skoob, uma rede social dedicada à literatura, e então teve a ideia de fazer uma rede social focada em filmes. Ela então mostrou sua ideia para seu amigo de infância, Alison, que prontamente aprovou a ideia e os dois logo começaram a trabalhar no projeto. O projeto começou bem pequeno, sem investimento externo, e com o trabalho feito nas horas vagas deles, com a parte de programação toda feita pelo Alison, mas quando o site começou a crescer eles chamaram o amigo Wandersson Niquini para participar do projeto com eles e ajudar na divulgação do Filmow.

## Estatísticas
A rede tem cerca de 250 mil usuários, 45.231 filmes, 3.852 temporadas de séries, 356 novelas e mais de 262 mil artistas cadastrados. A cada dia chegam 700 novos usuários e cerca de 40 filmes novos para a base de dados. O site recebe 500 mil visitantes únicos no mês, que buscam informações sobre filmes, mas ainda não são cadastrados.

## Características
Para os usuários cadastrados, o Filmow permite a montagem de um "Painel" no qual estarão seus filmes vistos, os que deseja ver e o que não deseja, o site oferece a opção "minutos de filmes vistos" em que se mostra (embaixo do painel do usuário na página inicial do site) a quantidade de minutos gastos com filmes.